# Fabiano Maciel
Fabiano Maciel é um jovem diretor de cinema brasileiro.
Foi diretor e roteirista de A vida é um sopro, documentário sobre o arquiteto centenário Oscar Niemeyer.
O filme sobre o arquiteto lhe rendeu o prêmio de Melhor Documentário, por unanimidade, no 1º Festival Internacional de Documentários Atlantidoc, no Uruguai, em dezembro de 2007.
Dirigiu os curtas Vaidade (2002), Pracinha (2003), e A Língua da língua (2003).